# 鄔滿海
鄔滿海，GBS（1946年12月9日—），是香港前政府高官，廣東番禺人，香港出生及長大，曾在香港多個政府部門任職，獲傳媒稱為「居屋之父」，曾擔任香港房屋協會主席。

## 背景
鄔滿海在1959年畢業於灣仔區賽馬會官立小學下午校，1964年在鄧肇堅維多利亞官立中學完成中五課程（1959年入讀中一）。他後來於1967年修畢香港工業專門學院（香港理工大學前身）測量學及建築工藝高級文憑課程，翌年加入差餉物業估價署任物業估價助理。1971年考獲英國皇家特許測量師資格。1977年9月調到房屋署任高級產業測量師，制定及執行居者有其屋計劃主要成員之一，獲傳媒稱為「居屋之父」。
1990年晉升為房屋署助理署長，並於1990-1991年間出任香港測量師學會會長，4年後更升為房屋署高級助理署長，兩年後升為房屋署的第二把交椅，任房屋署副署長。2003年3月，他調任到屋宇署，並晉升為屋宇署署長。
2005年，鄔滿海結束39年的公務員生涯。其後於2006年出任香港房屋協會副主席，同年獲香港特區政府頒授銀紫荊星章，以表揚其對香港社會作出的貢獻。自2010年，他受委任為安老事務委員會委員。2012年，他接替楊家聲成為香港房屋協會主席。2014年，再獲頒贈金紫荊星章。2018年9月，卸任香港房屋協會主席。

## 外部連結
- 香港房屋協會網頁
- 鄔氏家譜網